# Ozola impedita
Ozola impedita là một loài bướm đêm trong họ Geometridae.